# Lluís Janer Riba
Blahoslavený Lluís Janer Riba (4. března 1880, Pontils – 23. července 1936, Tarragona) byl španělský římskokatolický kněz a mučedník, zavražděný republikány v průběhu Španělské občanské války. Blahořečen byl 13. října 2013 v Tarragoně ve skupině 522 španělských mučedníků.

## Stručný životopis
Narodil se 4. března 1880 v Pontils jako syn Jaumeho a Teresi. Pokřtěn byl 7. března ve farnosti v Pontils. Na kněze byl vysvěcen 21. září 1904. Když vypukla španělská občanská válka působil jako kostelník v Katedrále v Tarragoně. Byl velmi pokorný a zbožný. Dne 23. července 1936 ve 3/4 na 3 měl na Forum 6, 2n 1a snížené žaluzie a slyšel jak skupina milicionářů na něj křičí aby šel ven na náměstí. Byl oblečen do kleriky. Řekli mu že ho chtěj vzít do vězení. Dali mu čas ale u vchodu ho střelili z blízka a zemřel. Odtáhli ho na druhý konec náměstí a hodili ho do hromady odpadků a poté ho lidé odvezli na hřbitov. Byl první obětí ze skupiny kněží.

## Proces blahořečení
Jeho proces blahořečení začal dne 28. dubna 1952. Dekret o mučednictví byl vydán 28. června 2012. Blahořečen byl 13. října 2013 v Tarragoně ve skupině 522 španělských mučedníků.